# Eremo di Sant'Onofrio all'Orfento
L'eremo di Sant'Onofrio all'Orfento è un edificio religioso che si trova nel comune di Caramanico Terme, all'interno della riserva naturale Valle dell'Orfento I, compresa nel parco nazionale della Maiella.

## Storia
L'edificio religioso, appartenente al comune di Caramanico Terme e situato all'interno della riserva naturale Valle dell'Orfento I, compresa nel parco nazionale della Maiella, lungo il lato destro del fiume Orfento e sotto l'eremo di San Giovanni all'Orfento, a circa 1030 m s.l.m., si ritiene sia stato edificato dai celestini nel periodo di tempo compreso tra la fine del XIII secolo e l'inizio del XIV secolo e dedicato a sant'Onofrio, così come già avvenuto per l'eremo di Sant'Onofrio al Morrone. Nel XIX secolo risultava abbandonato e nel 1844 il vescovo di Chieti Giosuè Maria Saggese lo menzionava in una sua opera come già allo stato di rudere. Nei primi anni del XX secolo i terreni di pertinenza dell'eremo furono utilizzati per fini agricoli o per seppellire chi periva a seguito di incidenti sulla Maiella. Entro la metà dello stesso secolo subì l'ultimo definitivo danneggiamento da parte di un abitante del posto, un certo Spadone Orsini, che nell'attraversarne l'arco con il suo grosso carro trainato da un mulo ne fece crollare gli ultimi stipiti rimasti.

## Descrizione
L'eremo, ridotto allo stato di rudere, si trova adagiato ad una parete rocciosa e dell'originaria struttura sono rimasti principalmente l'arcata del portale ed il muro laterale, lungo 14 m e alto 3 m, che sorreggeva il tetto. Quest'ultimo poggiava tramite delle travi lignee su una cornice di 10 m, della quale permangono alcune tracce. Sulla parete vi sono tracce di colore e di intonaco e fino agli anni sessanta era possibile vedere in essa decorazioni floreali e una figura antropomorfa. Adiacente all'arco del portale d'ingresso, vi è una parte della parete sinistra del campanile a vela dell'edificio. L'intero complesso architettonico comprendeva, oltre al luogo di culto, una zona abitativa, non più presente, che si sviluppava per ulteriori 15 m.